# Кирюхин, Михаил Алексеевич
Михаи́л Алексе́евич Кирю́хин (1925 — 1943) — лейтенант Рабоче-крестьянской Армии, участник Великой Отечественной войны, Герой Советского Союза (1943).

## Биография
Михаил Кирюхин родился в 1925 году в селе Благие. Учился в школе. В 1942 году Кирюхин был призван на службу в Рабоче-крестьянскую Красную армию. С мая того же года — на фронтах Великой Отечественной войны. Участвовал в боях под Воронежем. В 1943 году Кирюхин окончил школу младших лейтенантов. К сентябрю 1943 года лейтенант Михаил Кирюхин командовал пулемётным взводом 835-го стрелкового полка 237-й стрелковой дивизии 40-й армии Воронежского фронта. Отличился во время битвы за Днепр.
В ночь с 23 на 24 сентября 1943 года взвод Кирюхина первым в полку переправился через Днепр в районе села Гребени Кагарлыкского района Киевской области Украинской ССР и захватил высоту на его западном берегу. Начиная с утра следующего дня, немецкие войска предприняли несколько контратак при поддержке авиации, артиллерии и миномётов, но всё они были успешно отражены. За день 24 сентября бойцы взвода уничтожили автомашину с пехотой, 2 станковых и 12 ручных пулемётов, а также около 90 солдат и офицеров противника. 30 сентября 1943 года Кирюхин лично подбил немецкий танк во время отражения танковой атаки. В тот день он погиб в бою. Похоронен в братской могиле в Гребенях.
Указом Президиума Верховного Совета СССР от 23 октября 1943 года за «успешное форсирование Днепра, прочное закрепление плацдарма на его западном берегу и проявленные при этом отвагу и геройство» лейтенант Михаил Кирюхин посмертно был удостоен высокого звания Героя Советского Союза. Также посмертно был награждён орденом Ленина.
В честь Кирюхина названа улица в посёлке Александро-Невский.